# Víctor Balaguer

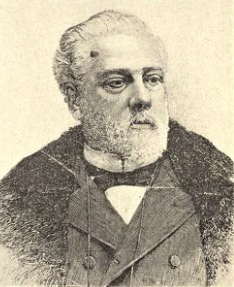
Víctor Balaguer

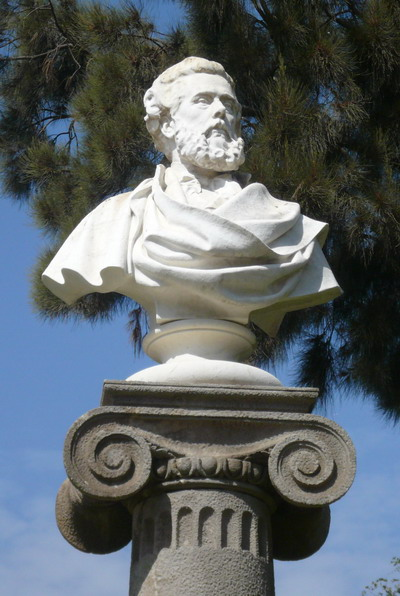
Víctor Balaguer

Víctor Balaguer (* 11. Dezember 1824 in Barcelona; † 14. Januar 1901 in Madrid) war ein spanischer Dichter und Historiker.

## Leben
Balaguer war der einzige Sohn von Joaquín Balaguer y Aymá, der starb, als Víctor noch sehr jung war, und dessen Frau Teresa (geborene Cirera y Bellaserra). Er studierte an der Schule von Pedro Labernia und wurde von Buenaventura Bassols unterrichtet, ehe er 1839 an der Universität Barcelona ein Studium der Rechtswissenschaft begann. Im Jahr 1844 erwarb er dort seinen ersten juristischen Abschluss. Inspiriert vom Aufschwung seiner Stadt, von der liberalen Revolution, der Industrialisierung und dem Beginn der Romantik, hatte er bereits im Alter von fünfzehn Jahren seine ersten literarischen Werke veröffentlicht. Im Jahr 1838 wurde sein erstes Drama spanisch Pépin el Jorobado; o, el hijo de Carlomagno ‚Pippin der Bucklige; oder: Der Sohn Karls des Großen‘ uraufgeführt. Er bekam weitere Anregungen durch Zeitschriften, bei Zusammenkünften in Vereinen und Theaterbesuchen. Schon während seines Studiums beschäftigte er sich hauptsächlich mit der Geschichte Kataloniens und Aragoniens; die er dann auch in vielen seiner literarischen Werken thematisierte. 1845 brach er sein Jurastudium ab, trennte sich von seiner Mutter und ging nach Madrid. Hier arbeitete er für die spanische Wochenzeitung Picturesque und für La Iberia Musical y Literaria arbeitete. Er war zudem für die „Sociedad Literaria de Ayguals de Izco“ aktiv. Die Bemühungen seiner Familie nach einer Aussöhnung führten dazu, dass er kurz darauf nach Barcelona zurückkehrte. Doch das Verhältnis zerbrach endgültig, als Balaguer 1849 gegen den Widerstand seiner Mutter seine Geliebte Manuela Carbonell y Catalá heiratete, mit der er bereits einen Sohn hatte, der kurz vor der Hochzeit starb.
Durch seine Fachbücher verschaffte er sich mit den Jahren einen so ausgezeichneten Ruf, dass man ihn 1854 mit der Leitung des staatlichen Archivs in Barcelona betraute. Später wurde er mit dem Titel Prof. für Geschichte geehrt. Er hatte schon früh begonnen sich als Journalist und Dramatiker zu betätigen.
Da sich Balaguer auch politisch engagierte, wurde er 1869 in die Cortes gewählt, wo er Vilanova i la Geltrú vertrat. Aufgrund seiner Beredsamkeit waren seine politischen Reden von Freunden und Gegnern geschätzt wie gefürchtet. Er war Mitglied der Fortschrittspartei und engagierte sich nach seinem kurzen Aufenthalt in Madrid in seiner Heimatstadt. Er war mehrmals Abgeordneter und emigrierte 1866 nach Frankreich. Als er zurückgekehrt war, wurde er Zivilgouverneur von Málaga, und war zweimal als katalanisch Ministre de Foment y d’Ultramar ‚Minister für Entwicklung und Überseeangelegenheiten‘ (5. Oktober 1871–21. Dezember 1871) und (12. November 1887–14. Juni 1888) tätig. In den Jahren 1861, 1868 und 1889 hatte er die Präsidentschaft des größten Festivals der katalanischen Literatur inne.
In seinem literarischen Frühwerk überwogen Dramen, in denen Balaguer Ereignisse und Personen der katalanischen Geschichte oder der Antike thematisierte. Als Beispiele gelten hier Juan de Padilla, Coreolano. Auch seine Gedichte, wie die Anthologie Lo trovador de Monserrat, wurden durch ihre Volkstümlichkeit vom Publikum begeistert aufgenommen. Mit seinem Werk La verge de Monserrat gab er den Anstoß, dass in Barcelona die lange aufgegebenen Blumenfeste – Jocs Florals – wieder etabliert wurden. Er verfasste eigens eine Abhandlung Los Juegos Florales en España; Memorias y discursos zur Geschichte dieser Veranstaltung. 1861 wurde er anlässlich dieser Feste mit drei Preisen ausgezeichnet. Im Jahr 1884 errichtete er in Vilanova i la Geltrú das Gebäude für das „Biblioteca Museu Víctor Balaguer“.
Seine Veröffentlichungen über die katalanischen Troubadoure (beispielsweise die Historia politica y literaria de los trovatores) galten viele Jahre als Standardwerke auf diesem Gebiet. Balaguer war Mitglied der königlichen Akademie der Wissenschaften in Madrid er starb 1901 im Alter von 76 Jahren in Madrid.

## Werke
Balaguers vielseitige literarische Tätigkeit umfasste die Bereiche der Lyrik und des Theaters ebenso, wie historische und politische Schriften oder Monographien. Er verfasste ab 1838 zahlreiche Balladen, Dramen, volkstümliche Gedichte, Legenden und Novellen aus der katalanischen und provenzalischen Vergangenheit und literarhistorische Werke.
- Julieta y Romeo: tragedia en tres actos. Barcelona 17. April 1849 (archive.org).
- La verge de Montserrat. 1857.
- Los bandolers catalans, o, Lo ball d’en Serrallonga: cuadro de costums catalans, ab coros y dansas de la terra Manero, Barcelona 1868 (archive.org).
- Don Joan de Serrallonga: drama en cuatre actes y un prolech. Manero, Barcelona 1868 (archive.org).
- Don Juan de Serrallonga o los bandidos de las guillerias. Novelle. Barcelona 1875.
- Tragedias. 2 Bände, Barcelona 1879.
- La sombra de César.
- El Conde de Foix.
- Los Pirineus. 1891, als Die Pyrenäen. (Drama, Trilogie, 1892 auf Deutsch erschienen)

Poesie
- Lo Trovador de Montserrat. Poesías catalanas. Madrid 1850.
- Poesías catalanas completas. Madrid 1874.
- Obras poéticas. Madrid 1880.

Historische oder politische Schriften
- Historia de Cataluña y de la Corona de Aragon. 5 Bände, Barcelona 1862–1865.
- Estudios históricas y politicos. Madrid 1876.
- Historia política y literaria de los Trovadores. Madrid 1878–1880, 6 Bände.